# Pearl (Mississipi)
Pearl és una població dels Estats Units a l'estat de Mississipi. Segons el cens del 2006 estimate tenia 23.986 habitants.

## Demografia
Segons el cens del 2000, Pearl tenia 21.961 habitants, 8.608 habitatges, i 6.025 famílies. La densitat de població era de 388,4 habitants per km².
Dels 8.608 habitatges en un 34,4% hi vivien nens de menys de 18 anys, en un 50,2% hi vivien parelles casades, en un 15,6% dones solteres, i en un 30% no eren unitats familiars. En el 25% dels habitatges hi vivien persones soles el 7,4% de les quals corresponia a persones de 65 anys o més que vivien soles. El nombre mitjà de persones vivint en cada habitatge era de 2,55 i el nombre mitjà de persones que vivien en cada família era de 3,05.
Per edats la població es repartia de la següent manera: un 26,4% tenia menys de 18 anys, un 10,1% entre 18 i 24, un 31,8% entre 25 i 44, un 21,4% de 45 a 60 i un 10,3% 65 anys o més.
L'edat mediana era de 34 anys. Per cada 100 dones de 18 o més anys hi havia 86,6 homes.
La renda mediana per habitatge era de 37.617$ i la renda mediana per família de 42.013$. Els homes tenien una renda mediana de 30.860$ mentre que les dones 24.610$. La renda per capita de la població era de 17.136$. Entorn del 9,2% de les famílies i el 12,2% de la població estaven per davall del llindar de pobresa.

## Poblacions més properes
El següent diagrama mostra les poblacions més properes.